# Loudest Common Denominator
Loudest Common Denominator — це живий альбом хеві-метал-гурту Drowning Pool, записаний у Сан-Дієго. Він вийшов 3 березня 2009 року. 4 лютого 2009 року Eleven Seven Music випустили відео на YouTube, у якому гурт оприлюднив деталі альбому. До цих деталей відносилось те, що в альбомі містяться акустичні версії двох пісень - «37 Stitches» та «Shame». 5 лютого 2009 року Drowning Pool оголосили на своєму офіційному вебсайті повний список треків альбому, а також оприлюднили зображення обкладинки альбому.

## Список треків
Всі пісні написані Drowning Pool
| #     | Назва                     | Автор         | Тривалість |
| ----- | ------------------------- | ------------- | ---------- |
| 1.    | «Sinner»                  | Drowning Pool | 2:49       |
| 2.    | «Full Circle»             | Drowning Pool | 3:11       |
| 3.    | «Enemy»                   | Drowning Pool | 3:34       |
| 4.    | «Step Up»                 | Drowning Pool | 3:45       |
| 5.    | «Shame»                   | Drowning Pool | 3:14       |
| 6.    | «Reminded»                | Drowning Pool | 3:41       |
| 7.    | «Soldiers»                | Drowning Pool | 5:45       |
| 8.    | «Reborn»                  | Drowning Pool | 4:12       |
| 9.    | «Pity»                    | Drowning Pool | 3:49       |
| 10.   | «Bodies»                  | Drowning Pool | 10:02      |
| 11.   | «Tear Away»               | Drowning Pool | 5:03       |
| 12.   | «37 Stitches (акустична)» | Drowning Pool | 3:46       |
| 13.   | «Shame (акустична)»       | Drowning Pool | 4:25       |
| 57:19 |                           |               |            |

## Учасники
Drowning Pool
- Раян Мак-Комбз — вокал
- Стіві Бентон — баси
- Сі-Джей Пірс — гітара, бек-вокал
- Майк Льюс — ударні, бек-вокал

Виробництво
- Створено гуртом Drowning Pool.
- Композиції 1-11 записані на живо у Сан-Дієго, мікшування виконав Тай Робінсон.
- Композиція № 12 записана та змікшована Таєм Робінсоном на студії January Sound Studio у Далласі.
- Композиція № 13 скомпонована, зрежисована та змікшована Д. Брекстоном Генрі для 379 Productions.
- Мастеринг виконав Дейв Донеллі у DNA Mastering.
- Фотозйомка — від Натана В. Сталі та Ларрі Переза [Архівовано 25 серпня 2018 у Wayback Machine.].
- Зображення-вкладки — авторства Мішеля Оверсона.
- Дизайн упакування — від Тревора Німанна із Visual Entropy.
- Ілюстрації у виконанні Лізи Німанн із Toxic Pretty.